# Campeonato Indonésio de Futebol
Liga 1, conhecida como Shopee Liga 1 devido a razões de patrocínio, é a divisão principal do futebol nacional Indonésia.
Em 1994, a PSSI fundiu a Liga dos Sindicatos com Galatama e formou a Liga da Indonésia, integrando o fanatismo existente na União e o profissionalismo que Galatama possuía. Com o objetivo de melhorar a qualidade do futebol indonésio. E marcando o sistema de campeonato em camadas no futebol indonésio em um nível de competição.

## Campeões
| Ano       | Campeão            | Vice-campeão       |
| --------- | ------------------ | ------------------ |
| 1994-1995 | Persib Bandung     | Petrokimia Putra   |
| 1995-1996 | Bandung Raya       | PSM Makassar       |
| 1996-1997 | Persebaya Surabaya | Bandung Raya       |
| 1997-1998 | -                  | -                  |
| 1998-1999 | PSIS Semarang      | Persebaya Surabaya |
| 1999-2000 | PSM Makassar       | PKT Bontang        |
| 2001      | Persija Jakarta    | PSM Makassar       |
| 2002      | Petrokimia Putra   | Persita Tangerang  |
| 2003      | Persik Kediri      | PSM Makassar       |
| 2004      | Persebaya Surabaya | PSM Makassar       |
| 2005      | Persipura Jayapura | Persija Jakarta    |
| 2006      | Persik Kediri      | PSIS Semarang      |
| 2007      | Sriwijaya FC       | PSMS Medan         |
| 2008-2009 | Persipura Jayapura | Persiwa Wamena     |
| 2009-2010 | Arema FC           | Persipura Jayapura |
| 2010-2011 | Persipura Jayapura | Arema FC           |
| 2011-2012 | Sriwijaya FC       | Arema FC           |
| 2013      | Persipura Jayapura | Arema FC           |
| 2014      | Persib Bandung     | Persipura Jayapura |
| 2016      | Persipura Jayapura | Arema FC           |
| 2017      | Bhayangkara FC     | Bali United        |
| 2018      | Persija Jakarta    | PSM Makassar       |
| 2019      | Bali United        | Persebaya Surabaya |
| 2021-2022 | Bali United        | Persib Bandung     |

## Títulos por equipe
| Equipe             | Campeão | Anos dos Títulos                    |
| ------------------ | ------- | ----------------------------------- |
| Persipura Jayapura | 5       | 2005, 2008-09, 2010-11, 2013 e 2016 |
| Persija Jakarta    | 2       | 2001 e 2018                         |
| Persebaya Surabaya | 2       | 1996-97 e 2004                      |
| Persib Bandung     | 2       | 1994-95 e 2014                      |
| Persik Kediri      | 2       | 2003 e 2006                         |
| Sriwijaya          | 2       | 2007 e 2011-12                      |
| Bali United        | 2       | 2019 e 2021-2022                    |
| Bhayangkara FC     | 1       | 2017                                |
| Arema FC           | 1       | 2009-2010                           |
| Petrokimia Putra   | 1       | 2002                                |
| PSM Massakar       | 1       | 1999-2000                           |
| PSIS Semarang      | 1       | 1998-1999                           |
| Bandung Raya       | 1       | 1995-1996                           |